# Executive Towers
De Executive Towers is een complex van 12 torens in het stadsdeel Business Bay in Dubai, Verenigde Arabische Emiraten. Ze bestaan uit 10 woontorens, een commerciële toren met kantoren die bekend staat als Aspect Tower en een hoteltoren. Het zijn de eerste gebouwen die in Business Bay werden opgeleverd.
Een podium van drie verdiepingen verbindt alle torens met elkaar en er is een speciale doorgang naar de nabijgelegen Vision Tower. De eerste twee niveaus van het podium omvatten het winkelcentrum Bay Avenue, met een winkeloppervlakte van 16.300 vierkante meter en terrassen aan het water. Het derde niveau (Plaza Level) heet The Courtyard en bevat gemeenschappelijke voorzieningen, aangelegde pleinen, kinderspeelplaatsen, fonteinpleinen, binnenplaatsen en overdekte wandelgangen.

## Torens
De twaalf torens die het complex vormen zijn:
|    | Naam                                 | Hoogte | Verdiepingen |
| -- | ------------------------------------ | ------ | ------------ |
| 1  | Executive Tower M / West Heights 1   | 210    | 52           |
| 2  | Executive Tower B                    | 190    | 47           |
| 3  | Executive Tower K / West Heights 3   | 186    | 46           |
| 4  | Executive Tower H / West Heights 5   | 182    | 45           |
| 5  | Executive Tower L                    | 182    | 45           |
| 6  | Executive Tower G / West Heights 6   | 170    | 42           |
| 7  | Executive Tower J / West Heights 4   | 170    | 42           |
| 8  | Aspect Tower                         | 135    | 39           |
| 9  | Executive Tower F / East Heights One | 120    | 30           |
| 10 | Executive Tower E                    | 118    | 29           |
| 11 | Executive Hotel Tower                | 114    | 28           |
| 12 | Executive Tower C                    | 114    | 28           |